# Есеновичское сельское поселение
Есеновичское се́льское поселе́ние — упразднённое муниципальное образование в составе Вышневолоцкого района Тверской области.
На территории поселения находились 59 населённых пунктов. Центр поселения — село Есеновичи.
Образовано в 2005 году, включило в себя территории Есеновичского и Бухоловского сельских округов.

## Географические данные
- Общая площадь: 467,5 км².
- Нахождение: южная часть Вышневолоцкого района .
  - Граничит:
    - на севере — с Лужниковским СП,
    - на северо-востоке — с Зеленогорским СП,
    - на востоке — с Княщинским СП,
    - на юго-востоке — с Торжокским районом, Осташковское СП,
    - на юге — с Кувшиновским районом, Борзынское СП,
    - на западе — с Фировским районом, Великооктябрьское СП.

Основные реки — Садва, Ольховка, Плотиченка, Чертовля, Латынь.

Поселение пересекает автодорога «Вышний Волочёк—Есеновичи—Кувшиново».

## Население
По переписи 2002 года — 1897 человек (1381 Есеновичский и 516 Бухоловский сельские округа), на 01.01.2008 — 1714 человек.

Национальный состав: большинство — русские, вокруг Бухолово — карелы.

## Населенные пункты
На территории поселения находятся следующие населённые пункты:
| №  | Тип нп | Название            | Население (2008 год) |
| -- | ------ | ------------------- | -------------------- |
| 1  | дер.   | Артюхино            | 4                    |
| 2  | дер.   | Башково             | 32                   |
| 3  | дер.   | Бобровец            | 17                   |
| 4  | пос.   | Больница Участковая | 12                   |
| 5  | дер.   | Бронница            | 1                    |
| 6  | дер.   | Брылево             | 1                    |
| 7  | дер.   | Бухолово            | 261                  |
| 8  | дер.   | Владычно            | 0                    |
| 9  | дер.   | Галкино             | 1                    |
| 10 | дер.   | Гарусово            | 34                   |
| 11 | дер.   | Глебово             | 11                   |
| 12 | дер.   | Горка               | 6                    |
| 13 | дер.   | Дорниково           | 0                    |
| 14 | дер.   | Дроздово            | 0                    |
| 15 | дер.   | Дуброво             | 19                   |
| 16 | дер.   | Дуплево             | 1                    |
| 17 | село   | Есеновичи           | 796                  |
| 18 | дер.   | Ескино              | 6                    |
| 19 | дер.   | Жальцы              | 2                    |
| 20 | дер.   | Житово              | 4                    |
| 21 | пос.   | Жуково              | 5                    |
| 22 | дер.   | Заборовье           | 0                    |
| 23 | дер.   | Зеленцово           | 1                    |
| 24 | дер.   | Иваньково           | 5                    |
| 25 | дер.   | Игнатиха            | 11                   |
| 26 | дер.   | Кожакино            | 14                   |
| 27 | дер.   | Кожино              | 52                   |
| 28 | дер.   | Колмаково           | 14                   |
| 29 | дер.   | Коростово           | 0                    |
| 30 | дер.   | Крутец              | 0                    |
| 31 | дер.   | Кузлово             | 16                   |
| 32 | дер.   | Кузнечиха           | 19                   |
| 33 | дер.   | Кукаркино           | 2                    |
| 34 | дер.   | Лаврово             | 3                    |
| 35 | дер.   | Макарьино           | 28                   |
| 36 | дер.   | Маньково            | 0                    |
| 37 | дер.   | Матеево             | 68                   |
| 38 | дер.   | Медведево           | 0                    |
| 39 | дер.   | Межник              | 0                    |
| 40 | дер.   | Михайлово           | 0                    |
| 41 | пос.   | Новый               | 67                   |
| 42 | дер.   | Паньково            | 2                    |
| 43 | дер.   | Пашино              | 9                    |
| 44 | дер.   | Печниково           | 1                    |
| 45 | дер.   | Плотично            | 17                   |
| 46 | дер.   | Полицкое            | 1                    |
| 47 | дер.   | Ратмирово           | 2                    |
| 48 | дер.   | Сорочиха            | 0                    |
| 49 | дер.   | Столпниково         | 0                    |
| 50 | дер.   | Стройково           | 25                   |
| 51 | дер.   | Третниково          | 5                    |
| 52 | дер.   | Усаново             | 5                    |
| 53 | дер.   | Фёдоров Двор        | 9                    |
| 54 | дер.   | Фешино              | 84                   |
| 55 | дер.   | Чистяки             | 6                    |
| 56 | дер.   | Щемелево            | 14                   |
| 57 | дер.   | Широково            | 4                    |
| 58 | дер.   | Шубино              | 11                   |
| 59 | дер.   | Яковлево            | 6                    |

### Бывшие населенные пункты
На территории поселения исчезли деревни: Андреево, Бутурино, Подол, Подсадиха, Хотимерицы и другие.
Две деревни присоединены к селу Есеновичи: дер. Думино (ул. Заречная) и дер. Горка (ул. Горького).

## История
В XI—XV вв. территория поселения относилась к Деревской пятине Новгородской земли и входила в Ясеновичский погост. В XV веке присоединена к Великому княжеству Московскому.
- После реформ Петра I территория поселения входила:
  - в 1708—1727 гг. в Санкт-Петербургскую (Ингерманляндскую 1708—1710 гг.) губернию, Тверскую провинцию,
  - в 1727—1775 гг. в Новгородскую губернию, Тверскую провинцию,
  - в 1775—1796 гг. в Тверское наместничество, Вышневолоцкий уезд,
  - в 1796—1929 гг. в Тверскую губернию, Вышневолоцкий уезд,
  - в 1929—1935 гг. в Московскую область, Ясеновичский район,
  - в 1935—1958 гг. в Калининскую область, Ясеновичский (Есеновичский) район,
  - в 1958—1990 гг. в Калининскую область, Вышневолоцкий район,
  - с 1990 в Тверскую область, Вышневолоцкий район.

В середине XIX-начале XX века большинство деревень поселения относились к Ясеновской и Заборовской волостям Вышневолоцкого уезда.

## Известные люди
В деревне Шубино родился Герой Советского Союза Сергей Иванович Смирнов.